# Huluvenahalli, Bangalore South
Huluvenahalli là một làng thuộc tehsil Bangalore South, huyện Bangalore Urban, bang Karnataka, Ấn Độ.